# 我们俩
《我们俩》是中国导演马俪文执导的一部电影。该片虽然是一部小投资电影，可是却得到了观众的赞赏。此片获得第25届中国电影金鸡奖最佳导演和最佳女主角奖。
电影通过简单的故事，讲述了陌生的两个人由冷漠、敌意到产生友谊并彼此挂念。

## 主要演员
- 宫哲  饰演小马
- 金雅琴  饰演大妈

## 剧情
小马是一个来北京求学的外地女孩，为了租到离学校比较近的房子。她找到了住在一个四合院有一辈子的大妈这里，大妈的租金很贵，但小马也只好租下了四合院的一个小平房。刚开始老太太和小马有很大的隔阂，经常为生活琐碎的小事而争吵。如电话费的缴费，电炉以及电冰箱的使用，两个人都有不同的看法，总是争执不停。但是日久生情，两个渐渐的开始关心对方起来。但小马终究是房客，当小马要走的时候，老太太也因此得了重病。

## 制作过程
- 电影的投资只有220万人民币，却得到了电影界和观众的一致认可，并且得到了张艺谋导演的高度赞扬。[1]

- 电影的两位主角都是第一次在电影中出演，金雅琴也正因为这部电影获得东京国际电影节的最佳女主角。宫哲也不是电影学院的学生，而是中央美术学院的学生，导演马俪文在学校的食堂门口挑中了她参演了此部电影。[2]

## 所获荣誉
- 金鸡奖
  - 最佳导演奖 马俪文
  - 最佳女主角 金雅琴
- 东京国际电影节
  - 最佳女主角 金雅琴